# Monasterio de San Julián y Santa Basilisa de Ruiforco
El monasterio de San Julián y Santa Basilisa de Ruiforco es un cenobio desaparecido situado en las cercanías del municipio de Ruiforco de Torío, en la provincia de León (España).
Fue fundado por el caballero Rumforco durante el reinado de Alfonso III de Asturias, y en él estuvieron encerrados, después de haber sido cegados por orden de Ramiro II de León, los reyes Alfonso IV de León y Alfonso Froilaz y los hermanastros de este último, Ordoño y Ramiro. En 1063 pasó a formar parte del Infantado de Torío.

## Historia

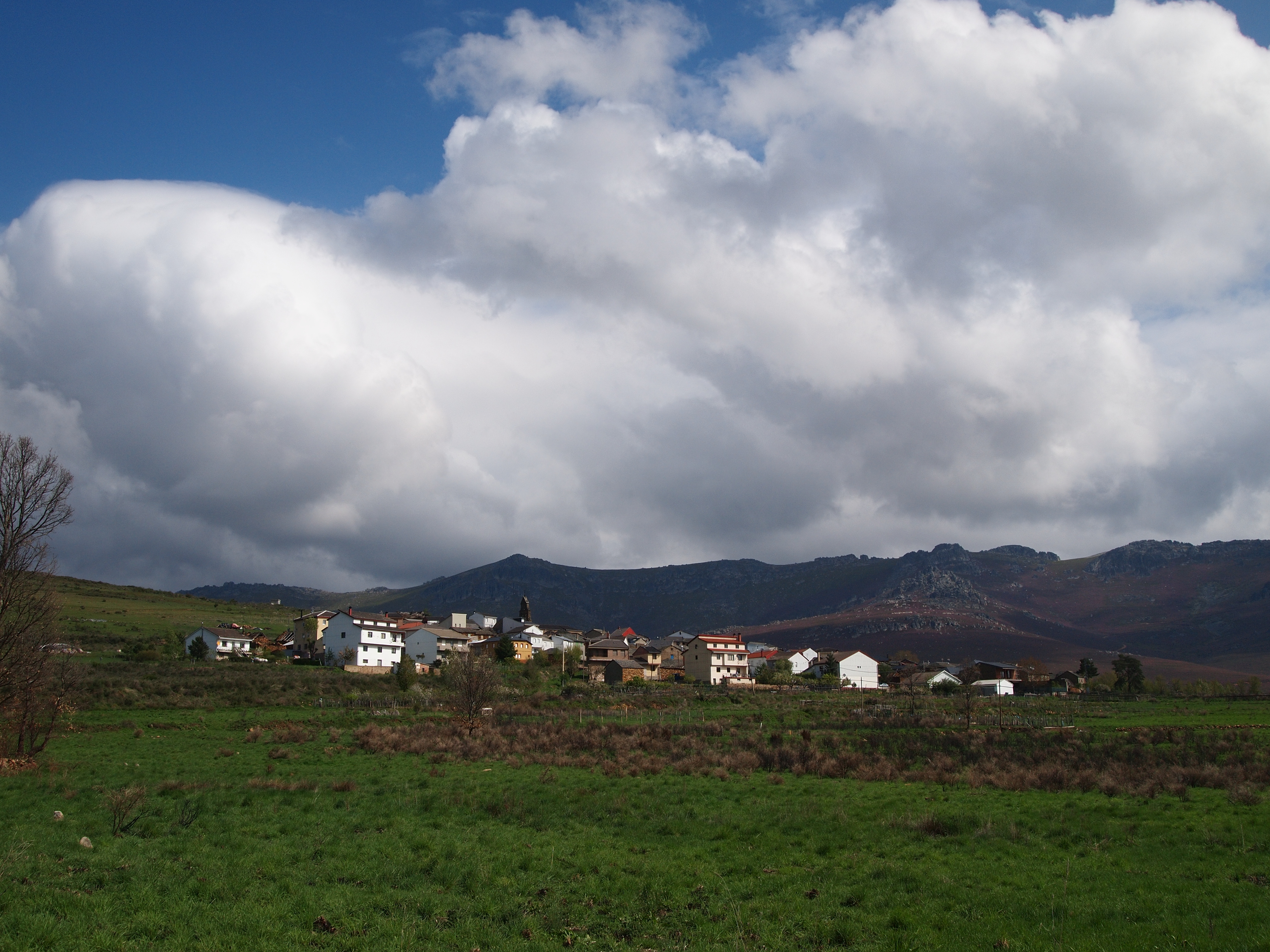
Vista del municipio de Manzaneda de Torío. (Provincia de León).

El monasterio de San Julián y Santa Basilisa de Ruiforco fue fundado junto a una antigua ermita en los primeros años del siglo X, durante el reinado de Alfonso III de Asturias, por el caballero Rumforco, a quien le fue encomendada la repoblación de una extensa zona de la ribera del río Torío. Fue habitado, según refirió el Tudense, por monjes que se regían por la regla visigótica de San Isidoro. En sus últimos años de vida, Rumforco cedió todas las posesiones que tenía junto al río Torío a los religiosos del monasterio de San Julián y Santa Basilisa.
Durante el reinado de Alfonso IV de León surgió un pleito entre los frailes del monasterio de Ruiforco y los vecinos de las villas de Manzaneda de Torío y Garrafe de Torío. El rey se desplazó con su Corte a Manzaneda, y el día 29 de enero del año 931 señaló los términos de la villa de Manzaneda, resolviéndose el pleito a favor de los frailes del monasterio, que continuaron poseyendo todas las tierras que Alfonso III había entregado a Rumforco.
En el año 932, los reyes Alfonso IV de León y Alfonso Froilaz, junto con los hermanastros de este último, Ordoño y Ramiro, fueron cegados por orden del rey Ramiro II de León, hermano de Alfonso IV, y trasladados al monasterio de Ruiforco, donde todos ellos permanecieron encerrados hasta su muerte. El historiador Julio Pérez Llamazares señaló la posibilidad de que Ramiro II, a quien en el pasado le fue atribuida, equivocadamente, la fundación del monasterio de Ruiforco, crease un señorío con las posesiones del monasterio a fin de que su hermano y los otros prisioneros de la realeza que permanecían en el monasterio, y que él había ordenado cegar, poseyesen una especie de señorío.
En el año 1063 Fernando I de León y su esposa, la reina Sancha de León, donaron el monasterio de Ruiforco al monasterio de San Isidoro de León, y pasó a formar parte del Infantado de Torío. El monasterio de Ruiforco fue mencionado por última vez en un documento fechado en el año 1526. 
Empotrado sobre una ventana del muro sur de la iglesia de San Julián y Santa Basilisa de Ruiforco de Torío, se encuentra colocado un tímpano en el que aparece representado el Agnus Dei. Dicho tímpano fue realizado en el siglo XII y es uno de los pocos restos conservados del desaparecido monasterio de Ruiforco.

### Panteón real
En el monasterio de Ruiforco recibieron sepultura los siguientes miembros de la realeza leonesa:
- Alfonso IV de León (c. 899-933). Rey de León e hijo de Ordoño II de León y de la reina Elvira Menéndez.
- Onneca Sánchez (m. 931). Esposa del anterior e hija del rey Sancho Garcés I de Pamplona y de la reina Toda Aznárez. Fue la madre del rey Ordoño IV de León.
- Alfonso Froilaz (c. 911-c. 932. Rey de León y de Galicia, hijo del rey Fruela II de León.
- Ordoño y Ramiro Froilaz (m. 932). Ambos hijos del rey Fruela II de León y de la reina Urraca.

Posteriormente, el rey Alfonso V de León ordenó trasladar los restos mortales de todos los miembros de la realeza sepultados en el monasterio de Ruiforco a la Basílica de San Isidoro de León, donde fueron depositados en una fosa común ubicada en un rincón de una de las capillas del lado del Evangelio, junto a los de otros monarcas leoneses. Sobre la fosa común, el rey Alfonso V ordenó erigir un altar dedicado a San Martín, obispo y confesor.